# 蕭美琪
蕭美琪（1955年—），原籍台灣的美國數學學者，現任聖母大學數學系教授。

## 生平
蕭美琪出生於台灣台北市，父親為空軍軍人，1949年随国府迁台，與母親及三兄一姐住在正義新村。中學就讀於北一女中，1977年自台灣大學數學系畢業。在普林斯頓大學攻讀碩士及博士，各只花了一年及三年的時間、於1978年及1981年分別取得數學碩士及博士學位。她的研究領域在複變數、偏微分方程、複幾何等；目前主要研究在非平滑邊界複流形上的泛函理論。2019年蕭美琪教授因為數學上的卓越成就獲得Bergman獎。此外，蕭教授與台灣在多複變分析方面的著名純數學家，國立清華大學數學系特聘教授程守慶先生，兩人於2001年共同出版了由美國數學學會與International Press發行的研究所數學專業書籍<<Partial Differential Equations in Several Complex Variables>>。

## 外部連結
- 蕭美琪在聖母大學網頁，內有其個人頁面連結 （页面存档备份，存于）

1. ↑  中国女数学家 - UCSD Math